# Paul Becker (Volleyballspieler)
Paul Becker (* 3. April 1990 in Frankenberg) ist ein deutscher Volleyball- und Beachvolleyballspieler. Seit 2023 ist er DVV-Nachwuchsbundestrainer im Beach-Volleyball.

## Karriere

### Hallen-Volleyball
Becker begann 2004 mit dem Hallenvolleyball in seiner Heimatstadt Frankenberg. Später spielte der Diagonalangreifer in der zweiten Bundesliga bei der SG Rodheim, bei rhein-main volley und von 2011 bis 2013 bei der TG 1862 Rüsselsheim.

### Beachvolleyball
2005 begann Becker mit dem Beachvolleyball. Mit Holger Wesselmann wurde er 2008 in Kiel Deutscher U19-Meister und mit Steffen Drößler ein Jahr später Deutscher U20-Vizemeister. Bei seiner ersten Teilnahme an den deutschen Meisterschaften in Timmendorf belegte Becker 2011 zusammen mit Hannes Goertz Platz 13. 2012 und 2013 erreichte er an der Seite von Aljoscha Grabowski jeweils den siebten Platz. Von 2014 bis 2016 war Jan Romund sein Partner, mit dem er bei den deutschen Meisterschaften Dreizehnter, Neunter und wiederum Dreizehnter wurde. Von 2017 bis 2020 spielte Becker an der Seite von Jonas Schröder. Becker/Schröder belegten bei der deutschen Meisterschaft 2017 den siebten Platz. Bei der Techniker Beach Tour 2018 gelangen ihnen vier Turniersiege, ein zweiter und zwei dritte Plätze. Mit Eric Stadie startete Becker auch sporadisch auf der FIVB World Tour. Bei der deutschen Meisterschaft 2018 wurden Becker/Schröder Fünfte. 2019 musste Becker nach dem Techniker Beach Tourstopp in Münster wegen Rückenproblemen wochenlang pausieren. Bei der deutschen Meisterschaft erreichten Becker/Schröder 2019 Platz drei und 2020 Platz vier.
2021 spielte Becker an der Seite von Armin Dollinger. Nach einem fünften und einem dritten Platz in Düsseldorf gewannen Becker/Dollinger in Stuttgart den dritten Qualifier für Timmendorfer Strand. Nach Platz vier beim zweiten Stuttgarter Turnier gewannen sie das Turnier in Königs Wusterhausen. Auch 2022 spielten Becker/Dollinger auf der German Beach Tour. Sie siegten beim „Rock the Beach“-Turnier in Berlin und wurden bei der deutschen Meisterschaft erneut Neunte.

### Snowvolleyball
Bei der ersten deutschen Meisterschaft im Snowvolleyball gewannen Becker/Schröder im Februar 2018 den Titel. Damit qualifizierten sie sich für die Europameisterschaft im März, bei der sie Vizemeister wurden. Zusammen mit Georg und Peter Wolf in einem 4-Mann-Team konnten sie im März 2019 ihren Deutschen Meistertitel verteidigen.